# Македонија (Грчка)
Македонија (грч. Μακεδονία []; позната и као Егејска Македонија, Беломорска Македонија, Приморска Македонија, Јужна Македонија или Грчка Македонија) је историјска и географска покрајина у Грчкој, односно представља највећи део северне Грчке. Захвата највећи део области Македоније, која се простире и на територијама Северне Македоније, Бугарске и Албаније. Од петовековне турске окупације ослободила ју је грчка војска у Првом балканском рату.

## Историја
Антички Македонци су били стари балкански народ, који је говорио један недовољно познат језик. Њихов језик разликовао се од старогрчког, али сами антички Македонци су припадали хеленском културном кругу.
- Александар Македонски
- Античка Грчка
- Грци

## Географија
Грци Македонци, су индоевропски народ, који претежно живи у Егејској/Грчкој Македонији (где чини око 98 % становништва).
Егејска Македонија састоји се од 13 округа (Νομός) подељених у три периферије *.
- Западна Македонија

1. Округ Костур (Седиште град Костур)
2. Округ Лерин (Седиште град Лерин)
3. Округ Кожани (Седиште град Кожани)
4. Округ Гребен (Седиште град Гребен)
- Средишња Македонија

5. Префектура Пела (Седиште град Воден)
6. Префектура Иматија (Седиште град Бер)
7. Префектура Пијерија (Седиште град Катерини)
8. Префектура Кукуш (Седиште град Кукуш)
9. Префектура Солун (Седиште град Солун)
10. Префектура Халкидик (Седиште град Полигирос)
11. Префектура Сер (Седиште град Сер)
- Источна Македонија и Тракија (од које само 2 области припадају Егејској Македонији)

12. Префектура Драма (Седиште град Драма)
13. Префектура Кавала (Седиште град Кавала)
- Света гора представља засебну црквену државу у оквиру Грчке, али географски спада у Егејску Македонију..

- Мапа која приказује размештај потомака грчких избеглица из Мале Азије у северној Грчкој - Македонији
- Мапа која приказује размештај потомака домаћих Грка из северне Грчке - Македоније
- Етно-лингвистичке мањине у северној Грчкој - Македонији
- Македонци у северној Грчкој - Македонији